# Lucapa
Lucapa je město ve východní Angole. V roce 2019 zde žilo asi 179 tisíc obyvatel. Do roku 2013 bylo město hlavním městem provincie Lunda Norte. Město je typické zejména pro svůj těžební průmysl, který se v oblasti zaměřuje zejména na těžbu diamantů. Během Občanské války v Angole docházelo ve městě ke značné fluktuaci populace, kvůli čemuž bylo obtížné měřit počet obyvatel pobývajících ve městě.